# Strepsirrhini
Strepsirrhini é uma subordem de primatas que inclui cerca de 91 espécies, a maioria das quais lémures de Madagáscar.
O grupo distingue-se da subordem Haplorrhini, que inclui o ser humano, pela estrutura do nariz. O nariz dos estrepsirrinos está ligado ao lábio superior que por sua vez se encontra fundido à gengiva, o que limita a gama de expressões faciais. Embora o cérebro seja menor em relação ao volume corporal, por comparação com os haplorrinos, a zona que controla o olfacto é maior. Outras diferenças incluem a morfologia do útero, em forma de Y.
Cerca de 75% dos estrepsirrinos são noturnos.

## Taxonomia
- Infraordem Adapiformes
  - Família Adapidae
  - Família Notharctidae
  - Família Sivaladapidae
- Infraordem Lemuriformes
  - Super-família Cheirogaleoidea
    - Família Cheirogaleidae - 30 espécies

  - Super-família Lemuroidea
    - Família Lemuridae - 19 espécies
    - Família Lepilemuridae - 24 espécies
    - Família Indridae - 14 espécies
- Infraordem Chiromyiformes
  - Família Daubentoniidae - 1 espécie
- Infraordem Loriformes
  - Família Loridae - 9 espécies
  - Família Galagonidae - 19 espécies